# NGC 41
NGC 41 (другие обозначения — MCG 4-1-39, ZWG 478.42, KUG 0010+217, IRAS00101+2144, PGC 865) — спиральная галактика (Sc) в созвездии Пегас.
Этот объект входит в число перечисленных в оригинальной редакции «Нового общего каталога».
Галактика была открыта немецким астрономом Альбертом Мартом 30 октября 1864 года. Возможно, она и NGC 42 гравитационно связанная пара галактик.
Вместе с NGC 86, NGC 93, UGC 165, IC 1544, IC 1546, IC 1552 и несколькими другими галактиками входит в скопление галактик, которое расположено за сверхскоплением Персея-Рыб либо является его частью.